# Pieter Dewever
Pieter Dewever (Leuven, 1 mei 1951) is een Vlaams auteur en uitgever. In 2000 richtte hij de uitgeverij Aqua Fortis op. Hij schreef zestien boeken tussen 2001 en 2006 - meestal non-fictie, historische werken en twee thrillers. Met een zevental vertalingen.
Dewever was in 2004 genomineerd voor de Schaduwprijs met zijn boek De Hakbijlmoorden.
Het "Kommetéét va Pikke Stijkès", een vereniging die het Tiense dialect steunt en promoot, verleende hem in september 2005 de medaille van de "Orde va Den Dréépikkel" (Orde van de Driepikkel), een onderscheiding verleend aan niet in Tienen geboren, maar er ingeweken burgers, die zich hebben ingezet voor de promotie en de bekendheid van de stad Tienen.
In januari 2007 richtte Dewever de Gazet van Tienen op, de eerste internetkrant die dagelijks over de actualiteit in de Tiense regio bericht.

### Vertalingen
- Al Boem, Tienen, 2000.
- Bert Beer, Tienen, 2000.
- Hans Wolf, Tienen, 2000.
- Toen mijn papa nog een baby was, Tienen, 2000.
- Waar is Ernesto?, Tienen, 2000.
- Met die jongen dans je niet, Tienen, 2000.
- Dagboek van een zoeaaf, Tienen, 2002.

### Fictie
- De Hakbijlmoorden, Tienen, 2003.
- Apollo's Wraak, Tienen, 2003.

### Non-fictie
- De streek kan haar volk niet voeden, Tienen, 2001.
- Lezen brengt de gezondheid ernstig in gevaar, Tienen, 2002.
- Het globalisatiecomplot, Tienen, 2002.
- De geheimen van het verzet, Tienen, 2002.
- Luid roepen maakt altijd indruk, Tienen, 2002.
- Meisjes met knikkende knietjes, Tienen, 2003.
- Het syndroom van België, Tienen, 2003.
- De joden in België, Tienen, 2004.
- 60 Jaar - Bevrijding van België, Tienen, 2004.
- Zoete Zondag. Waarom 1 op 4 Vlamingen op het Vlaams Blok stemt, Tienen, 2004.
- Tienen bevrijd 1944 - 2004, Tienen, 2004.
- Delphine Boël, een verhaal over liefde en onmacht, Tienen, 2005.
- Leuven en Oost-Brabant in de Tweede Wereldoorlog, Tienen, 2006.
- Het Opus Dei Complot - Een onthullend onderzoek, Tienen, 2006.